# Alpheus kagoshimanus
Alpheus kagoshimanus is een garnalensoort uit de familie van de Alpheidae. De wetenschappelijke naam van de soort is voor het eerst geldig gepubliceerd in 2000 door Hayashi & Nagata.